# Erebus variegata
Erebus variegata là một loài bướm đêm trong họ Erebidae.

## Hình ảnh

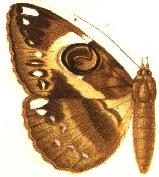